# U.S. Pro Tennis Championships 1999 - Qualificazioni singolare
Le qualificazioni del singolare  dell'U.S. Pro Tennis Championships 1999 sono state un torneo di tennis preliminare per accedere alla fase finale della manifestazione. I vincitori dell'ultimo turno sono entrati di diritto nel tabellone principale. In caso di ritiro di uno o più giocatori aventi diritto a questi sono subentrati i lucky loser, ossia i giocatori che hanno perso nell'ultimo turno ma che avevano una classifica più alta rispetto agli altri partecipanti che avevano comunque perso nel turno finale.
Le qualificazioni del torneo U.S. Pro Tennis Championships 1999 prevedevano 32 partecipanti di cui 4 sono entrati nel tabellone principale.

## Teste di serie
1. Marcelo Filippini (ultimo turno)
2. Kenneth Carlsen (Qualificato)
3. Hernán Gumy (ultimo turno)
4. John van Lottum (primo turno)

1. Bob Bryan (Qualificato)
2. Andres Zingman (secondo turno)
3. Louis Vosloo (secondo turno)
4. Mashiska Washington (ultimo turno)

## Qualificati
1. Solon Peppas
2. Kenneth Carlsen

1. Bob Bryan
2. Jim Thomas

## Tabellone

### Legenda
| - Q = Qualificato - WC = Wild card - LL = Lucky loser | - ALT = Alternate - SE = Special Exempt - PR = Protected Ranking | - w/o = Walkover - r = Ritirato - d = Squalificato |

### Sezione 1
|  | Primo turno     | Primo turno             | Primo turno             | Primo turno | Primo turno |  |  | Secondo turno | Secondo turno     | Secondo turno     | Secondo turno | Secondo turno |   |   | Ultimo turno | Ultimo turno      | Ultimo turno | Ultimo turno | Ultimo turno |  |
|  |                 |                         |                         |             |             |  |  |               |                   |                   |               |               |   |   |              |                   |              |              |              |  |
|  | 1               | Marcelo Filippini       | Marcelo Filippini       | 6           | 6           |  |  |               |                   |                   |               |               |   |   |              |                   |              |              |              |  |
|  |                 | Jonathan Beardsley      | Jonathan Beardsley      | 4           | 4           |  |  | 1             | Marcelo Filippini | Marcelo Filippini | 6             | 6             |   |   |              |                   |              |              |              |  |
|  | Wynn Criswell   | Wynn Criswell           | Wynn Criswell           | 6           | 6           |  |  |               | Wynn Criswell     | Wynn Criswell     | 1             | 2             |   |   |              |                   |              |              |              |  |
|  | Rafael De Mesa  | Rafael De Mesa          | Rafael De Mesa          | 4           | 3           |  |  |               |                   |                   |               |               |   |   | 1            | Marcelo Filippini | 6            | 3            | 2            |  |
|  | Solon Peppas    | Solon Peppas            | Solon Peppas            | 6           | 6           |  |  |               |                   |                   | Solon Peppas  | 2             | 6 | 6 |              |                   |              |              |              |  |
|  | Russell Tarpley | Russell Tarpley         | Russell Tarpley         | 3           | 0           |  |  |               | Solon Peppas      | Solon Peppas      | 6             | 7             |   |   |              |                   |              |              |              |  |
|  | 7               | Louis Vosloo            | Louis Vosloo            | 6           | 6           |  |  | 7             | Louis Vosloo      | Louis Vosloo      | 4             | 6             |   |   |              |                   |              |              |              |  |
|  |                 | Kirill Ivanov-Smolensky | Kirill Ivanov-Smolensky | 4           | 4           |  |  |               |                   |                   |               |               |   |   |              |                   |              |              |              |  |

### Sezione 2
|  | Primo turno   | Primo turno         | Primo turno       | Primo turno | Primo turno |  |  | Secondo turno | Secondo turno       | Secondo turno       | Secondo turno       | Secondo turno       |   |   | Ultimo turno | Ultimo turno    | Ultimo turno    | Ultimo turno | Ultimo turno |  |
|  |               |                     |                   |             |             |  |  |               |                     |                     |                     |                     |   |   |              |                 |                 |              |              |  |
|  | 2             | Kenneth Carlsen     | Kenneth Carlsen   | 6           | 6           |  |  |               |                     |                     |                     |                     |   |   |              |                 |                 |              |              |  |
|  |               | Donavan September   | Donavan September | 0           | 2           |  |  | 2             | Kenneth Carlsen     | 3                   | 7                   | 6                   |   |   |              |                 |                 |              |              |  |
|  | Brandon Hawk  | Brandon Hawk        | Brandon Hawk      | 6           | 6           |  |  |               | Brandon Hawk        | 6                   | 5                   | 4                   |   |   |              |                 |                 |              |              |  |
|  | Kyle Spencer  | Kyle Spencer        | Kyle Spencer      | 2           | 4           |  |  |               |                     |                     |                     |                     |   |   | 2            | Kenneth Carlsen | Kenneth Carlsen | 6            | 7            |  |
|  | David DiLucia | David DiLucia       | David DiLucia     | 7           | 7           |  |  |               |                     | 8                   | Mashiska Washington | Mashiska Washington | 4 | 5 |              |                 |                 |              |              |  |
|  | Ali Hamadeh   | Ali Hamadeh         | Ali Hamadeh       | 6           | 6           |  |  |               | David DiLucia       | David DiLucia       | 3                   | 2                   |   |   |              |                 |                 |              |              |  |
|  | 8             | Mashiska Washington | 6                 | 5           | 6           |  |  | 8             | Mashiska Washington | Mashiska Washington | 6                   | 6                   |   |   |              |                 |                 |              |              |  |
|  |               | Doug Root           | 1                 | 7           | 4           |  |  |               |                     |                     |                     |                     |   |   |              |                 |                 |              |              |  |

### Sezione 3
|  | Primo turno        | Primo turno        | Primo turno        | Primo turno | Primo turno |  |  | Secondo turno | Secondo turno | Secondo turno | Secondo turno | Secondo turno |   |   | Ultimo turno | Ultimo turno | Ultimo turno | Ultimo turno | Ultimo turno |  |
|  |                    |                    |                    |             |             |  |  |               |               |               |               |               |   |   |              |              |              |              |              |  |
|  | 3                  | Hernán Gumy        | 7                  | 4           | 6           |  |  |               |               |               |               |               |   |   |              |              |              |              |              |  |
|  |                    | Mitty Arnold       | 6                  | 6           | 0           |  |  | 3             | Hernán Gumy   | Hernán Gumy   | 6             | 6             |   |   |              |              |              |              |              |  |
|  | Ashley Ford        | Ashley Ford        | 4                  | 6           | 6           |  |  |               | Ashley Ford   | Ashley Ford   | 1             | 1             |   |   |              |              |              |              |              |  |
|  | Bobby Kokavec      | Bobby Kokavec      | 6                  | 3           | 2           |  |  |               |               |               |               |               |   |   | 3            | Hernán Gumy  | Hernán Gumy  | 5            | 0r           |  |
|  | Paul Kilderry      | Paul Kilderry      | Paul Kilderry      | 7           | 6           |  |  |               |               | 5             | Bob Bryan     | Bob Bryan     | 7 | 4 |              |              |              |              |              |  |
|  | Michael Passarella | Michael Passarella | Michael Passarella | 5           | 2           |  |  |               | Paul Kilderry | Paul Kilderry | 6             | 1             |   |   |              |              |              |              |              |  |
|  | 5                  | Bob Bryan          | Bob Bryan          | 6           | 6           |  |  | 5             | Bob Bryan     | Bob Bryan     | 7             | 6             |   |   |              |              |              |              |              |  |
|  |                    | David Abelion      | David Abelion      | 3           | 1           |  |  |               |               |               |               |               |   |   |              |              |              |              |              |  |

### Sezione 4
|  | Primo turno  | Primo turno     | Primo turno     | Primo turno | Primo turno |  |  | Secondo turno | Secondo turno  | Secondo turno  | Secondo turno | Secondo turno |   |   | Ultimo turno | Ultimo turno | Ultimo turno | Ultimo turno | Ultimo turno |  |
|  |              |                 |                 |             |             |  |  |               |                |                |               |               |   |   |              |              |              |              |              |  |
|  |              | Emin Ağayev     | Emin Ağayev     | 6           | 6           |  |  |               |                |                |               |               |   |   |              |              |              |              |              |  |
|  | 4            | John van Lottum | John van Lottum | 4           | 1           |  |  | Emin Ağayev   | Emin Ağayev    | Emin Ağayev    | 4             | 3             |   |   |              |              |              |              |              |  |
|  | Jim Thomas   | Jim Thomas      | Jim Thomas      | 6           | 6           |  |  | Jim Thomas    | Jim Thomas     | Jim Thomas     | 6             | 6             |   |   |              |              |              |              |              |  |
|  | Phillip King | Phillip King    | Phillip King    | 3           | 3           |  |  |               |                |                |               |               |   |   | Jim Thomas   | Jim Thomas   | Jim Thomas   | 6            | 6            |  |
|  | Mike Bryan   | Mike Bryan      | Mike Bryan      | 6           | 7           |  |  |               |                | Mike Bryan     | Mike Bryan    | Mike Bryan    | 3 | 4 |              |              |              |              |              |  |
|  | Jaymon Crabb | Jaymon Crabb    | Jaymon Crabb    | 1           | 6           |  |  |               | Mike Bryan     | Mike Bryan     | 6             | 7             |   |   |              |              |              |              |              |  |
|  | 6            | Andres Zingman  | Andres Zingman  | 6           | 6           |  |  | 6             | Andres Zingman | Andres Zingman | 2             | 6             |   |   |              |              |              |              |              |  |
|  |              | Diego Ayala     | Diego Ayala     | 4           | 1           |  |  |               |                |                |               |               |   |   |              |              |              |              |              |  |